# Chrysophyllum parvulum
Chrysophyllum parvulum là một loài thực vật có hoa trong họ Hồng xiêm. Loài này được Pittier mô tả khoa học đầu tiên năm 1923.